# ساختمان

نماد ساختمان

ساختِمان یا سازه، سازه‌ای است که برای سکونت و به عنوان سرپناه یا برای کار ساخته می‌شود که محیط را به دو بخش بیرون و درون تقسیم می‌کند. ساختمان‌هایی که از نظر بلندا از اندازه مشخصی بلندتر باشند ساختمان بلندمرتبه گفته می‌شود. در ایران ساختمان بلندمرتبه طبق مصوبه سال ۱۳۷۷ شورای عالی شهرسازی و معماری به ساختمان‌های بالاتر از شش طبقه گفته می‌شود. ساختمان‌های بسیار بلند نیز اصطلاحاً آسمان‌خراش یا برج نامیده می‌شوند. به ساختمان‌های بزرگ و باارزش قدیمی، بیشتر عِمارَت گفته می‌شود.

## انواع ساختمان
در معنای کلی هر سازه‌ای را می‌توان ساختمان نامید، منظور از ساختمان بناهای ساخته شده با مصالح بنایی (آهن، سیمان، گچ، آجر و …) می‌باشد. اصولاً بنا را می‌توان به دو دسته تقسیم نمود.

## انواع ساختمان از لحاظ سازه

### ساختمان‌های بتنی
ساختمانی است که برای اسکلت اصلی آن از بتن آرمه (سیمان، شن، ماسه و فولاد به صورت میلگرد ساده یا آجدار) استفاده شده باشد.

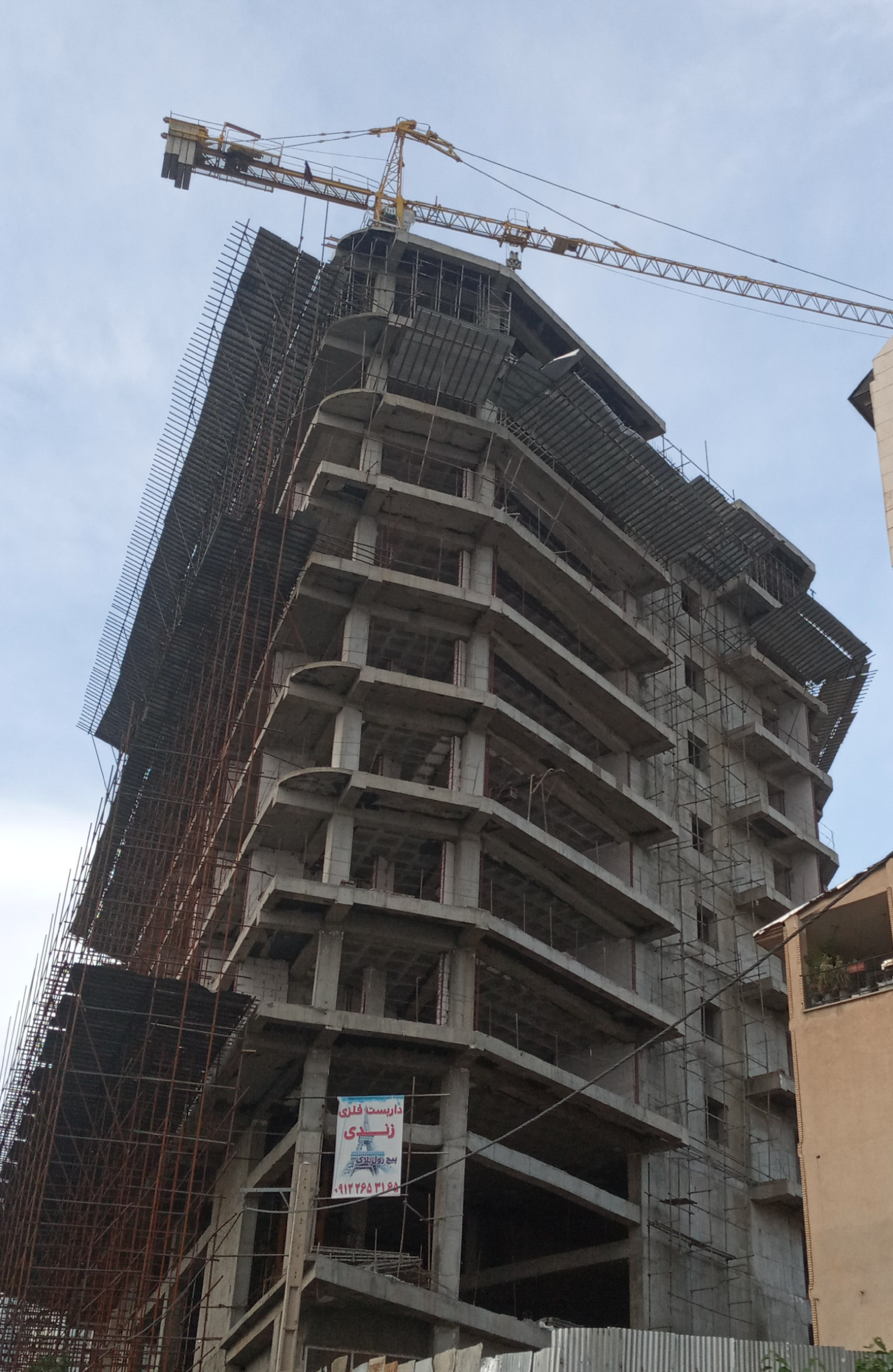
یک سازه با سقف و ستون فلزی، این سازه‌ها در برابر زمین لرزه بسیار مقاوم هستند به طوری که حتی در زمین لرزه‌های شدید هم خطر ریزش سقف و سست شدن و بهم ریختن تعادل بنا وجود ندارد.

در این نوع ساختمان، سقفها به وسیله تاوه (دال)های بتنی پوشیده می‌شود، یا از سقف‌های تیرچه بلوک یا سایر سقف‌های پیش‌ساخته استفاده می‌شود.
برای ساخت دیوارهای جداکننده (پارتیشن‌ها) ممکن است از انواع آجر مانند سفال تیغه‌ای، آجر ماشینی سوراخ دار، آجر معمولی فشاری، فوم استاندارد ضد حریق، تیغه گچی یا چوب استفاده شود.
همچنین ممکن است از دیوارهای بتن آرمه هم استفاده شود که در این صورت نوع این دیوارها دیوار برشی می‌باشد.
در این نوع ساختمان برای ساخت شاه تیرها و ستون‌ها از بتن آرمه (بتن مسلح) استفاده می‌شود. ساختمان‌های بتونی استحکام زیادی در برابر حوادث طبیعی دارند.

### ساختمان‌های فلزی

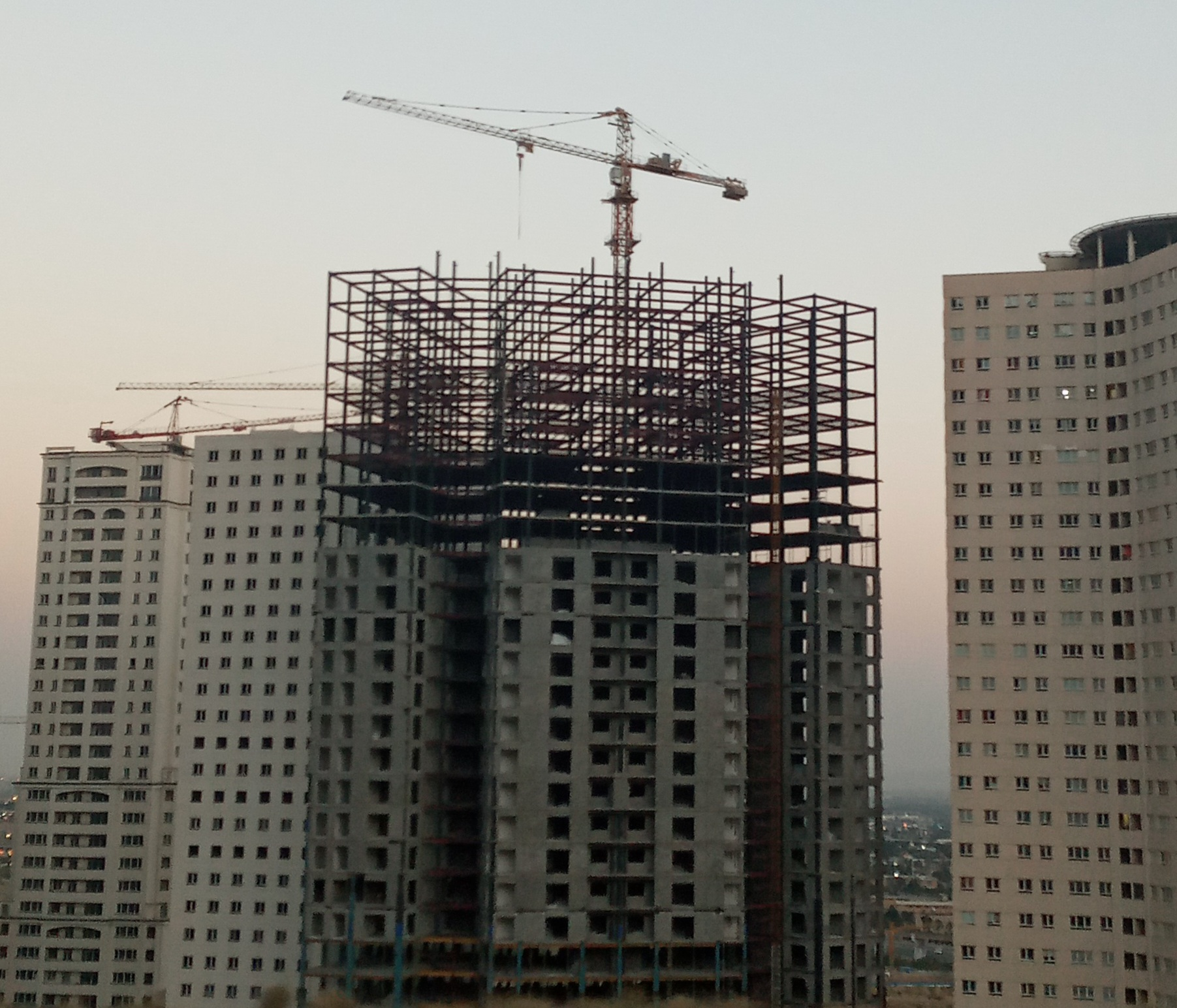
یک ساختمان با ستون‌های فلزی این متد در انبوه‌سازی‌ها کاربرد بسیار دارد.

در این نوع ساختمان‌ها برای ساختن ستون‌ها و پل‌ها از پروفیل‌های فولادی استفاده می‌شود.
در ایران معمولاً برای ساختن ستون‌ها از تیر آهن‌های {\displaystyle I} دوبل یا بال پهن‌های تکی استفاده می‌نمایند.
برای اتصالات از نبشی-تسمه و برای زیر ستون‌ها از صفحه فولادی (بیس پلیت) استفاده می‌شود و معمولاً دو قطعه را به وسیله جوش به هم متصل می‌نمایند (استفاده از پرچ یا پیچ و مهره نیز متداول است).
در این نوع ساختمان برای مقابله با زلزله از باد بندهای فلزی استفاده می‌شود.

### مزایای ساختمان‌های فلزی
مقاومت بالا: مقاومت فولاد بالا بوده و نسبت مقاومت به وزن آن از بتن بزرگتر است. این موضوع در سوله‌های با دهانه‌های بزرگ و ساختمان‌های مرتفع و ساختمان هائی که بر روی زمین‌های سست احداث می‌شوند، از اهمیت بیشتری برخوردار است.
مقاومت متعادل مصالح: مقاومت فولاد در کشش و فشار یکسان و در برش نیز خوب و نزدیک به کشش و فشار است. در تغییر وضع بارها، نیروی وارده، فشاری و کششی قابل تعویض بوده و مقاطع به خوبی عکس‌العمل نشان می‌دهند؛ ولی مقاومت بتن در فشار مناسب بوده و در کشش یا برش کم است. پس اگر مناطقی تحت نیروی کششی قرار گرفته و مسلح نشده باشند، تخریب می‌شوند.
خواص ارتجاعی: به علت همگن بودن فولاد، خواص ارتجاعی محاسباتی آن با تقریب بسیار خوبی مصداق عملی دارد. به عنوان مثال، ممان اینرسی یک مقطع فولادی را می‌توان با اطمینان در محاسبات وارد نمود. حال اینکه در مورد بتن این ارقام خیلی معین و قابل اطمینان نیستند.
ضریب نیروی لرزه‌ای: در قاب‌های بتن مسلح به علت وزن بیشتر، ضریب نیروی لرزه‌ای از قاب‌های فلزی بزرگتر است.
شکل‌پذیری: یکی از خواص مهم مصالح فلزی شکل‌پذیری آنهاست. فلزات قادرند تمرکز تنش را که در واقع علت شروع خرابی است و نیروهای دینامیکی و ضربه‌ای را تحمل نمایند، در حالیکه بتن ترد و شکننده بوده و عملکرد آن در مقابل این نیروها بسیار ضعیف است.

### معایب ساختمان‌های فلزی
ضعف در برابر حرارت: مقاومت فلز با افزایش دما کاهش می‌یابد. اگر دمای اسکلت فلزی به حدود ۶۰۰ درجه سانتی گراد برسد، تعادل ساختمان به خطر می‌افتد.
خوردگی فلز در مقابل عوامل خارجی: ساختمان‌های فلزی در مقابل عوامل جوی دچار خوردگی شده و از ابعاد مفید آن‌ها کاسته می‌شود. ضمناً مخارج نگهداری و محافظت آن‌ها هم زیاد است.
تمایل قطعات فشاری به کمانش: با توجه به اینکه تعداد قطعات فلزی زیاد بوده و ابعاد آن‌ها معمولاً کوچک است، تمایل به کمانش در این قطعات زیاد بوده و این موضوع یک نقطه ضعف محسوب می‌شود.
جوش نامناسب: استفاده از پیچ و مهره و تهیه قطعات در کارخانه، اقتصادی‌ترین و فنی‌ترین کار می‌باشد که در کشور ما برای ساختمان‌های متداول انجام چنین کاری مقدور نیست. استفاده از جوش برای اتصالات، به علت مهارت کم جوشکاران، قدیمی بودن ماشین آلات، عدم کنترل دقیق توسط مهندسین ناظر، گران بودن هزینه آزمایش جوش و … بزرگترین ضعف اسکلتهای فلزی می‌باشد.

### ساختمان‌های بنایی
منظور از ساختمان‌های بنایی ساختمان‌هایی هستندکه مصالح آنها از آجر، بلوک سیمانی یا سنگ ساخته شده‌اند و در آن‌ها تمام یا قسمتی از بارهای قائم توسط دیوارهای با مصالح بنایی تحمل می‌شود. برای ساختمان‌های کوچک که از ۲ طبقه تجاوز نمی‌نمایندو یا حداکثر ارتفاع آن‌ها از صفر صفر زمین ۸ متر می‌باشد می‌توان از این نوع ساختمان استفاده کرد.

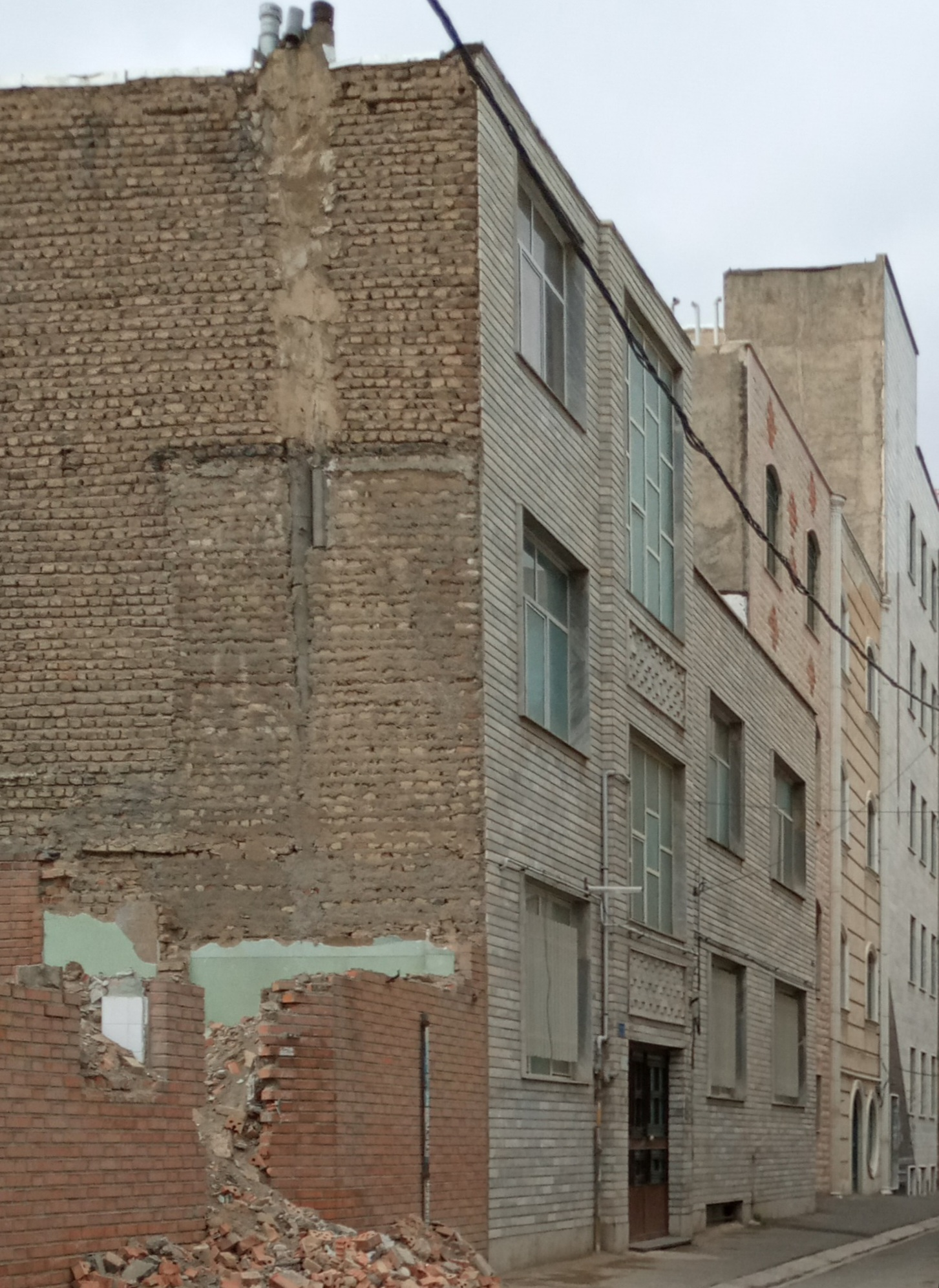
یک ساختمان ساخته شده با متد بنایی؛ همان‌طور که در تصویر مشاهده می‌گردد این ساختمان ستون ندارد و سقف بر روی دیوارها استوار است، این ساختمان‌ها با توجه به اینکه بر روی دیوارهای خود استوارند در برابر خطراتی مانند زمین لرزه یا سیل استقامت کمی دارند چون تخریب دیوار مساوی است با ریزش سقف و بنا.

اسکلت اصلی این نوع ساختمان‌ها آجری بوده و برای ساختن سقف‌ها در ایران معمولاً از پروفیل‌های فولادی{\displaystyle I} و آجر به صورت طاق ضربی استفاده می‌شود؛ یا از سقف تیرچه و بلوک استفاده می‌شود.
در این نوع ساختمان برای مقابله با نیروهای جانبی (نظیر زلزله) باید حتماً از شناژهای روی کرسی چینی و زیر سقف‌ها استفاده شود؛ همچنین در ساختمان‌های آجری معمولاً دیوارهای حمال در طبقات مختلف روی هم قرار می‌گیرند و اغلب پارتیشن‌ها نیز همین دیوارهای حمال می‌باشند.
حداقل عرض دیوارهای حمال نباید از ۳۵ سانتی‌متر کمتر باشد. یا به عبارت دیگر برای دیوارهای با مصالح بنایی، حداقل نسبت ضخامت به ارتفاع نباید از یک دهم برای دیوارهای مهار نشده کمتر باشد.

### ساختمان‌های خشتی و گلی
اسکلت اصلی این نوع ساختمان‌ها از خشت خام و گل می‌باشد و تعداد طبقات آن از یک طبقه تجاوز نمی‌کند و در مقابل نیروهای جانبی همانند زلزله به هیچ وجه مقاومت نمی‌کند حتی در مواقعی باران‌ها و بادهای شدید نیز می‌توان باعث تخریب اینگونه بناها شود.

### ساختمان‌های چوبی
این نوع ساختمان‌ها در مناطقی که چوب با قیمت ارزان در دسترس است ساخته می‌شوند، مانند شهرهای جنوبی کشور اتریش، بعضی ایالت‌های کشور آمریکا و …
ساختمان‌های چوبی در ایران به علت کمبود منابع کمتر ساخته می‌شود.

### ساختمان‌های ترکیبی
ممکن است ساختمانی از دو یا چند نوع از انواع فوق ساخته شود مانند ساختمان‌های فلزی-بتنی یا فلزی-آجری و ….

## انواع ساختمان از لحاظ نوع کاربرد و اهمیت
ساختمان‌ها از لحاظ کاربردو اهمیت به چهار گروه اصلی تقسیم می‌شوند:
1. گروه ۱(ساختمان بااهمیت خیلی زیاد):بیمارستانها، مراکز آتش‌نشانی، تأسیسات آبرسانی، نیروگاهها، برج‌های مراقبت، مخابرات، رادیو و تلویزیون، تأسیسات انتظامی، مراکز کمک رسانی
2. گروه۲(ساختمان با اهمیت زیاد) ساختمان‌های با اهمیت زیاد به سه گروه کلی تقسیم می‌شود:

الف) ساختمان‌هایی که خرابی آن‌ها موجب تلفات جانی و مالی زیاد می‌شود. مانند:فروشگاه‌های برزگ، ورزشگاه‌ها، سینماها، مدارس و …
ب) ساختمان‌هایی که از بین رفتن آن‌ها باعث از دست رفتن ثروت ملی می‌شود. مانند:مراکز نگهداری اسناد و مدارک ملی، موزه‌ها و…
ج) ساختمان‌هایی که خرابی آن‌ها باعث آتش‌سوزی و ایجاد آلودگی محیط زیست می‌شوند. مانند:پالایشگاه‌ها، مراکز سوخت‌رسانی و…
۳. گروه ۳ - ساختمان‌های «با اهمیت متوسط»
این گروه ساختمان‌ها شامل کلیه ساختمان‌های مشمول این آیین‌نامه، بجز ساختمان‌های عنوان شده در سه گروه دیگر می‌باشند، مانند ساختمان‌های مسکونی و اداری و تجاری، هتل‌ها، پارکینگ‌های چندطبقه، انبارها، کارگاه‌ها، ساختمان‌های صنعتی
۴. ساختمان‌های «با اهمیت کم»
این گروه شامل دو دسته زیر است:
الف- ساختمان‌هایی که خسارت نسبتاً کمی از خرابی آن‌ها حادث می‌شود و احتمال بروز تلفات جانی انسانی در آن‌ها بسیار کم است، مانند انبارهای کشاورزی و سالن‌های نگهداری دام.
ب- ساختمان‌های موقتی که مدت بهره‌برداری از آن‌ها کمتر از ۲ سال است.

## ساختمان‌سازی
ساختمان‌سازی معمولاً فرایندی زمان‌بر بوده‌است، اما در دهه‌های اخیر با استفاده از قطعات پیش‌ساخته می‌توان ساخت ساختمان‌ها را سریع‌تر به پایان رساند.

## تکنولوژی‌های جدید و ساختمان‌سازی
صنعت ساختمان از دیرباز به عنوان یک صنعت سنتی و با بهره‌وری پایین شناخته شده‌است و در مطالعات انجام شده نیز با اشاره به اینکه ورود تکنولوژی به این صنعت با محدودیت و به کندی صورت می‌گیرد این صنعت را یک صنعت با سرعت پایین شناخته شده‌است در این بین ابزارهای نوین مانند مدل‌سازی اطلاعات ساختمان BIM امیدیست برای تحول در این صنعت و افزایش بهره‌وری و توسعه همه جوانب آن.